# Onde Martenot
L'Onde Martenot (Ondes Martenot in francese) è uno dei primi sintetizzatori
elettronici, inventato da Maurice Martenot e presentato al pubblico nel 1928.

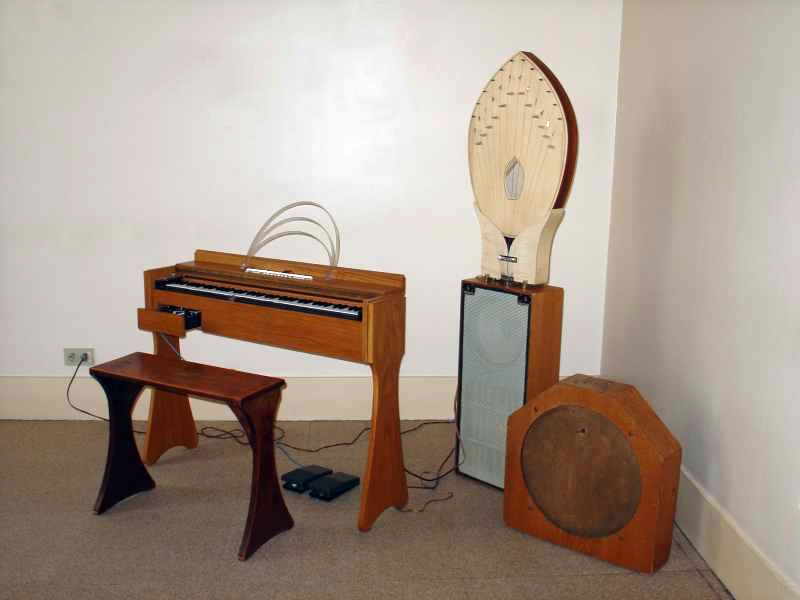
Una versione orchestrale dell'Onde Martenot, appartenente alla 7ª serie, prodotta nel 1975. A destra, vediamo i diffusori incaricati di "dar voce" allo strumento, ciascuno con differente effetto e sonorità: in alto, il diffusore cosiddetto "Palme", sotto scorgiamo il diffusore "Principal" che, in questo caso, ingloba nello stesso cabinet anche il diffusore "Résonance" e, a destra, il rotondeggiante diffusore "Métallique"

## Storia
Il francese Maurice Martenot, tecnico radiotelegrafista e violoncellista, iniziò a lavorare alla produzione di uno strumento musicale elettronico nel 1923, dopo l'incontro con il russo Leon Theremin, inventore del fortunato eterofono (in seguito conosciuto come theremin). L'idea di Martenot era quella di realizzare un sintetizzatore elettronico che sfruttasse la tecnologia ideata da Theremin, ma che risultasse familiare ai musicisti abituati ai soli strumenti acustici. Nei primi modelli del dispositivo, la frequenza del suono era regolata muovendo un anello lungo un cavo metallico, sotto il quale c'era una finta tastiera, usata come scala di riferimento, per capire dove spostare l'anello per ottenere una certa nota; nei modelli più recenti, la tastiera era funzionante. Può essere considerato un antenato delle tastiere moderne in quanto si basa sullo sfruttamento delle differenze di frequenza emesse da due generatori sonori (oscillatori). Ha un'estensione di sei ottave, e può produrre intervalli inferiori al semitono, glissati e diversi timbri.
È stato utilizzato in formazioni orchestrali da autori come Arthur Honegger, Darius Milhaud, André Jolivet, Jacques Ibert, Edgard Varèse, Olivier Messiaen e Giacinto Scelsi.
Viene utilizzato nell'opera The Exterminating Angel di Thomas Adès, nonché in alcune colonne sonore di film e, sotto l'influenza di Messiaen, da Jonny Greenwood, chitarrista e tastierista dei Radiohead; è presente anche in alcuni brani del disco Marinai, profeti e balene di Vinicio Capossela, suonato da Nadia Ratsimandresy, nonché nella canzone How to Disappear Completely dei Radiohead, quarta traccia dell'album Kid A. Gli Stereolab hanno utilizzato lo strumento nel brano Narco Martenot.

## I diffusori
Oltre alle suddette variazioni timbriche proprie dello strumento, il musicista può anche scegliere, tramite appositi tasti, quale cassa acustica attivare per riprodurre la voce dell'onde Martenot. Le casse principali previste sono quattro, etichettate da D1 a D4, ciascuna con la sua peculiarità acustica:
| D1 Principale | la cassa tradizionale: ci restituisce la voce delle onde Martenot tale e quale.                                                       |
| D2 Risonanza  | Una cassa che, tramite molle metalliche, produce l'effetto di un riverbero meccanico del suono.                                       |
| D3 Metallico  | Il cono della cassa acustica è costituito da un gong metallico in grado di emettere un'aura sonora particolarmente ricca di armonici. |
| D4 Palma      | Una cassa dalle sembianze di una lira che usa le corde per produrre una risonanza simpatica.                                          |

## Ondisti
Alcuni tra i maggiori musicisti e compositori di/per onde Martenot sono:
- Thomas Adès
- Sylvette Allart
- Zac Baird
- Jacques Brel
- Thomas Bloch
- Giacinto Scelsi
- Pierre Boulez
- Mary Chun
- Jonny Greenwood
- Matthew Bellamy

- Valérie Hartmann-Claverie
- Karlheinz Stockhausen
- André Jolivet
- Dominique Kim
- Jean Laurendeau
- Jeanne Loriod
- Sylvano Bussotti
- Ginette Martenot
- Olivier Messiaen
- Darius Milhaud
- Luigi Esposito
- Vinicio Capossela

- Stereolab
- Cynthia Millar
- Tristan Murail
- Christine Ott
- Bruno Perrault
- Jacques Tchamkerten
- Edgard Varèse
- Claude Vivier
- Janine de Waleyne
- Radiohead